# Scopula convergens
Scopula convergens là một loài bướm đêm trong họ Geometridae.